# Lyon Dubaï City
 (novembre 2014).
Lyon Dubaï City est un projet de grande ampleur développé par la ville de Dubaï, aux Émirats arabes unis. Alors que la livraison était initialement prévue pour 2016-2017, il consiste en la reconstitution, à Dubaï, de quartiers lyonnais, ainsi qu'en de nombreux partenariats culturels entre les deux villes. Les projets Olympique lyonnais et Université Lumière Lyon 2 devaient voir le jour en 2010. Le projet est finalement abandonné à la suite de la crise financière qui frappe Dubaï de plein fouet.

## Le projet

### Sa naissance
- Un investisseur dubaïote, Buti Saeed al Gandhi, voulait créer dans son pays une université francophone. En visite à Lyon, il tombe amoureux de la capitale des Gaules. Il se prend alors à rêver de la construction, en plein Dubaï, d'un quartier qui recréerait l'ambiance si particulière propre à la ville de Lyon et même de certains de ses bâtiments remarquables[2].
- Attaché à accroître le rayonnement international de Lyon, Gérard Collomb, alors maire de la ville, signe avec Buti Saeed al Gandhi un protocole d'accord le 9 janvier 2008[3].

### Son contenu
- Buti Saeed al Gandhi ne veut pas que son projet puisse être comparé aux monuments de Las Vegas, où des petites parties de villes célèbres sont reconstituées, le long du fameux "Strip". Il souhaite une réelle implantation de la ville et de sa culture, à Dubaï. Ainsi, à la reconstitution formelle de quartiers typiques de Lyon s'ajouteront des partenariats culturels qui permettront aux touristes de découvrir la culture lyonnaise. Parmi ces partenariats, l'on peut citer celui de l'Université Lumière Lyon 2 qui construirait une antenne à Dubaï, ainsi que le Musée des Tissus. Paul Bocuse, célèbre cuisinier français implanté à Lyon, parle également d'y construire une école hôtelière. L'EM LYON va également y construire un campus et y délivrera un diplôme local[4]. Enfin, l'Olympique lyonnais pourrait y avoir un centre d'entraînement permanent[5].
- Sur plus de 400 hectares, Lyon Dubaï City accueillera également des bureaux, des habitations et des commerces, tous édifiés dans le pur esprit lyonnais.
- Plus de 1,8 milliard d'euros vont être nécessaires à la construction de ce projet pharaonique qui comptera plus de 3000 appartements, des trams et des bus similaires à ceux de Lyon. Même si l'achèvement total du chantier ne devrait pas intervenir avant 2016, certaines implantations, telles que celle de l'Université Lumière Lyon 2, seront créées dès fin 2008. Beaucoup plus rapides que dans un pays comme la France, les travaux devaient ne durer que 12 mois[6] mais les difficultés liées à la crise mondiale ont repoussé l'inauguration initialement prévue pour fin 2009-début 2010. À terme, une liaison aérienne directe Lyon-Dubaï pourrait être mise en place[7].
- La ville de Lyon ne mettra pas un centime dans ce projet puisqu'il est né de la seule volonté de Buti Saaed al Gandhi. En revanche, elle suivra de près l'évolution du chantier. Jean-Michel Daclin, adjoint au maire de Lyon, y voit une occasion exceptionnelle d'attirer les touristes à Lyon et d'offrir à sa ville une vitrine mondiale.

### Musée des Tissus et des Arts décoratifs
La création d'un Musée des Tissus, sous la direction du Musée des Tissus de Lyon et financé par la Société Emivest, fait partie intégrante du projet Lyon Dubaï City. Un contrat dix ans sera signé pour cinq expositions soit une tous les deux ans.
Les expositions auront lieu dans un bâtiment construit à Dubaï pour l'occasion et présentera de 100 à 150 pièces de collection.